# Campionati mondiali di slittino 1999
I Campionati mondiali di slittino 1999, trentatreesima edizione della manifestazione organizzata dalla Federazione Internazionale Slittino, si tennero dal 29 al 31 gennaio 1999 a Schönau am Königssee, in Germania, sulla pista di Königssee, la stessa sulla quale si svolsero le competizioni iridate nel 1969, nel 1970, nel 1974 e nel 1979; furono disputate gare in quattro differenti specialità: nel singolo uomini, nel singolo donne, nel doppio e nella prova a squadre.
Vincitrice del medagliere fu la squadra tedesca, capace di conquistare due titoli e sette medaglie sulle dodici assegnate in totale: quelle d'oro furono vinte da Sonja Wiedemann nell'individuale femminile e da Patric Leitner ed Alexander Resch nel doppio. Gli altri titoli furono ottenuti dal rappresentante della nazionale italiana Armin Zöggeler nel singolo uomini, che bissò il titolo ottenuto a Lillehammer 1995, e dal team austriaco composto da Markus Prock, Andrea Tagwerker, Tobias Schiegl e Markus Schiegl nella prova a squadre.
Gli atleti che riuscirono a salire per due volte sul podio in questa rassegna iridata furono i cugini austriaci Tobias Schiegl e Markus Schiegl ed i tedeschi Sylke Otto, Patric Leitner ed Alexander Resch.

## Risultati

### Singolo uomini
La gara fu disputata il 31 gennaio nell'arco di due manches e presero parte alla competizione 40 atleti in rappresentanza di 16 differenti nazioni; campione uscente era il tedesco Georg Hackl, che non riuscì a portare a termine la prova, ed il titolo fu conquistato dall'italiano Armin Zöggeler, già campione mondiale a Lillehammer 1995 e vincitore di medaglie ai Giochi di Lillehammer 1994 e di Nagano 1998, davanti al tedesco Jens Müller, campione olimpico a Calgary 1988, ed all'altro italiano Norbert Huber, a sua volta già campione mondiale nonché sul podio alle Olimpiadi di Albertville 1992 e di Lillehammer 1994 ma nella specialità del doppio.
| Pos. | Atleti            | Nazione  | Tempo    | Distacco |
| ---- | ----------------- | -------- | -------- | -------- |
|      | Armin Zöggeler    | Italia   | 1'35"556 |          |
|      | Jens Müller       | Germania | 1'35"819 | +0"263   |
|      | Norbert Huber     | Italia   | 1'35"911 | +0"355   |
| 4    | Robert Fegg       | Germania | 1'35"933 | +0"377   |
| 5    | Markus Prock      | Austria  | 1'36"075 | +0"519   |
| 6    | Rainer Margreiter | Austria  | 1'36"105 | +0"549   |
| 7    | Denis Geppert     | Germania | 1'36"128 | +0"572   |
| 8    | Karsten Albert    | Germania | 1'36"291 | +0"735   |
| 9    | Reto Gilly        | Svizzera | 1'36"424 | +0"868   |
| 10   | Markus Kleinheinz | Austria  | 1'36"457 | +0"901   |

### Singolo donne
La gara fu disputata il 30 gennaio nell'arco di due manches e presero parte alla competizione 32 atlete in rappresentanza di 15 differenti nazioni; campionessa uscente era la tedesca Susi Erdmann, che concluse la prova al quarto posto, ed il titolo fu conquistato dalla connazionale Sonja Wiedemann, davanti alle altre teutoniche Barbara Niedernhuber, vincitrice della medaglia d'argento ai Giochi di Nagano 1998, e Sylke Otto.
| Pos. | Atleti               | Nazione  | Tempo    | Distacco |
| ---- | -------------------- | -------- | -------- | -------- |
|      | Sonja Wiedemann      | Germania | 1'32"462 |          |
|      | Barbara Niedernhuber | Germania | 1'32"490 | +0"028   |
|      | Sylke Otto           | Germania | 1'32"544 | +0"082   |
| 4    | Susi Erdmann         | Germania | 1'32"763 | +0"301   |
| 5    | Angelika Neuner      | Austria  | 1'32"764 | +0"302   |
| 6    | Natalie Obkircher    | Italia   | 1'33"581 | +1"119   |
| 7    | Silke Kraushaar      | Germania | 1'33"599 | +1"137   |
| 8    | Margarita Klimenko   | Russia   | 1'33"875 | +1"413   |
| 9    | Lilija Ludan         | Ucraina  | 1'33"959 | +1"497   |
| 10   | Sonja Manzenreiter   | Austria  | 1'33"975 | +1"513   |

### Doppio
La gara fu disputata il 30 gennaio nell'arco di due manches e presero parte alla competizione 44 atleti in rappresentanza di 12 differenti nazioni; campioni uscenti erano i cugini austriaci Tobias Schiegl e Markus Schiegl, che conclusero la prova al secondo posto, ed il titolo fu conquistato dai tedeschi Patric Leitner ed Alexander Resch, mentre terzi si classificarono gli statunitensi Mark Grimmette e Brian Martin, già medaglie di bronzo ai Giochi di Nagano 1998.
| Pos. | Atleti                                    | Nazione     | Tempo    | Distacco |
| ---- | ----------------------------------------- | ----------- | -------- | -------- |
|      | Patric Leitner Alexander Resch            | Germania    | 1'31"841 |          |
|      | Tobias Schiegl Markus Schiegl             | Austria     | 1'32"047 | +0"206   |
|      | Mark Grimmette Brian Martin               | Stati Uniti | 1'32"074 | +0"233   |
| 4    | André Florschütz Torsten Wustlich         | Germania    | 1'32"342 | +0"501   |
| 5    | Christopher Thorpe Gordon Sheer           | Stati Uniti | 1'32"470 | +0"629   |
| 6    | Steffen Skel Steffen Wöller               | Germania    | 1'32"499 | +0"658   |
| 7    | Ihor Urbans'kyj Andrij Muchin             | Ucraina     | 1'32"816 | +0"975   |
| 8    | Danil Čaban Oleg Ermolin                  | Russia      | 1'33"121 | +1"280   |
| 9    | Christian Niccum Matthew McClain          | Stati Uniti | 1'33"144 | +1"303   |
| 10   | Gerhard Plankensteiner Oswald Haselrieder | Italia      | 1'33"222 | +1"381   |

### Gara a squadre
La gara fu disputata il 29 gennaio ed ogni squadra nazionale poté prendere parte alla competizione con due formazioni, mentre quelle che non avevano atleti presenti in tutte e tre le specialità in questa edizione dei mondiali poterono accordarsi per creare un'unica squadra; nello specifico la prova vide la partenza di un singolarista uomo ed uno donna, nonché di un doppio per ognuna delle 18 formazioni, che gareggiarono ciascuno in una singola manche; al termine di ognuna delle tre prove vennero assegnati punteggi decrescenti ai partecipanti e la somma totale dei punti così ottenuti laureò campione la nazionale austriaca di Markus Prock, Andrea Tagwerker, Tobias Schiegl e Markus Schiegl davanti alle due squadre tedesche composte rispettivamente da Robert Fegg, Silke Kraushaar, André Florschütz e Torsten Wustlich e da Georg Hackl, Sylke Otto, Patric Leitner ed Alexander Resch.
| Pos. | Squadra                         | Atleti                                                                      | Punteggio |
| ---- | ------------------------------- | --------------------------------------------------------------------------- | --------- |
|      | Austria I                       | Markus Prock Andrea Tagwerker Tobias Schiegl / Markus Schiegl               | 87        |
|      | Germania I                      | Robert Fegg Silke Kraushaar André Florschütz / Torsten Wustlich             | 83        |
|      | Germania II                     | Georg Hackl Sylke Otto Patric Leitner / Alexander Resch                     | 79        |
| 4    | Italia I                        | Norbert Huber Natalie Obkircher Gerhard Plankensteiner / Oswald Haselrieder | 78        |
| 5    | Stati Uniti I                   | Adam Heidt Becky Wilczak Mark Grimmette / Brian Martin                      | 72        |
| 6    | squadra mista Ucraina / Francia | Johan Rousseau Lilija Ludan Ihor Urbans'kyj / Andrij Muchin                 | 66        |
| 7    | squadra mista Svezia / Norvegia | Bengt Walden Hanne-Monika Hovsengen Anders Söderberg / Bengt Walden         | 65        |
| 8    | Italia II                       | Armin Zöggeler Doris Preindl Christian Oberstolz / Patrick Gruber           | 57        |
| 9    | Russia I                        | Al'bert Demčenko Margarita Klimenko Danil Čaban / Oleg Ermolin              | 57        |
| 10   | Lettonia II                     | Guntis Rēķis Anna Orlova Ivars Deinis / Sandris Bērziņš                     | 56        |

## Medagliere
| Posizione | Nazione     | Oro | Argento | Bronzo | Totale |
| --------- | ----------- | --- | ------- | ------ | ------ |
| 1         | Germania    | 2   | 3       | 2      | 7      |
| 2         | Austria     | 1   | 1       | 0      | 2      |
| 3         | Italia      | 1   | 0       | 1      | 2      |
| 4         | Stati Uniti | 0   | 0       | 1      | 1      |
| Totale    | Totale      | 4   | 4       | 4      | 12     |